# Czyrwonaje (obwód homelski)
Czyrwonaje (biał. Чырвонае; ros. Червоное, Czerwonoje) – osiedle na Białorusi, w obwodzie homelskim, w rejonie żytkowickim, w sielsowiecie Czyrwonaje.
Znajduje się tu Żytkowicki Zakład Brykietowania Torfu, a w okolicy miejscowości kopalnie torfu.

## Historia
Osiedle powstało w czasach sowieckich. Od 1991 w niepodległej Białorusi.